# Astelia waialealae
Espèce
Statut de conservation UICN

 CR D : 
En danger critique
Classification APG III (2009)
Astelia waialealae est une espèce de plante de la famille des Asteliaceae. Elle est endémique de l'île de Kauai appartenant à l'archipel de Hawaï (États-Unis).